# Trojas Fald
Trojas Fald er en italiensk stumfilm fra 1911 af Giovanni Pastrone og Luigi Romano Borgnetto.

## Medvirkende
- Luigi Romano Borgnetto.
- Giovanni Casaleggio.
- Madame Davesnes.
- Emilio Gallo.
- Olga Giannini Novelli.